# Tjuvarnas marknad
Tjuvarnas marknad är en samhällssatirisk roman av Jan Guillou från 2004.

## Handlingen
Strax före industrisemesterns början inträffar en serie bostadsinbrott i Storstockholm, bland annat på Strandvägen, på Lidingö och Djursholm. Istället för att polisen snabbavskriver inbrottsanmälningarna som brukligt är i fråga om bostadsinbrott, så händer något ovanligt: Vid Stockholmspolisen tillsätts en specialkommission. Dessa inbrott följer nämligen inte mönstret; de riktar sig enbart mot en grupp mycket rika och inflytelserika människors bostäder. Tjuvarna är synnerligen målmedvetna, eftersom de endast stjäl sådana föremål som är lätta att avyttra; bland annat tavlor, smycken och dyra viner (de verkar dessutom ha god kännedom om vad de ska stjäla) och vid varje inbrott en bil som används för transporten från brottsplatsen. Godsvärdet beräknas till ett sammanlagt värde av 50 miljoner kronor. I inget fall har tjuvarna gjort någon åverkan vid inbrotten: Husen och lägenheterna har blivit avlarmade, ytterdörrarna är upplåsta med nyckel och inget av hemmen har blivit vandaliserat, som vid vanliga inbrott. Detta gör att man redan från början misstänker att det rör sig om insiderbrott. Till ledare för kommissionen för avancerade villa- och lägenhetsinbrott i Storstockholm utses polisintendenten Ewa Johnsén, inlånad från Ekobrottsmyndigheten. I kommissionen ingår brottsutredare från de drabbade polisdistrikten.
Bland målsägandena återfinns Henric Gundell, en man i 60-årsåldern, som via en karriär inom livsmedels- och läkemedelsbranschen nu är koncernchef på ett försäkringsbolag. Genom åren har han samlat på sig en förmögenhet genom bonus- och optionsprogram och är nu god för närmare en miljard kronor. Hans favoritintressen i livet är så kallad direktörsjakt, sitt nyförvärvade gods Håtuna i Sörmland och att se till att hans förmögenhet växer sig ännu större genom mygel med försäkringsbolagets bonusprogram och genom kreativ skatteplanering - det är framför allt av det sistnämnda skälet som han skaffat sig Håtuna. Frikostiga skatteregler gör nämligen att den klassas som näringsfastighet. Detta gör alla ny- och ombyggnader i fastigheten avdragsgilla, vilket Henric Gundell utnyttjar, bland annat genom att anlägga en påkostad vinkällare och ett hjort- och vildsvinshägn. Även hans närmaste man, CH, får oönskat besök av tjuvarna i sin lägenhet på Strandvägen.
Utredningen fortskrider genom förhör med de snorkigt nyrika brottsoffren och till slut har utredningsgruppens misstankar fastnat för en grupp ungdomar som är söner och döttrar till de drabbade familjerna. De lever som brats på krogarna kring Stureplan, bland hel- eller halvkriminella, tv-såpakändisar och kungabarnen. Bland dem finns Gustav, eller Gurra som han kallas, som är son till Henric Gundell. Gustav gör inte många knop här i livet, eftersom han vet att han har en stor förmögenhet som väntar på honom. Den är dock placerad i en fond och han får inte disponera pengarna förrän han fyllt 30 år. Vid förhör med Gustavs syster framkommer att förutom att ge dem fri hyra egna lägenheter, låter fadern även föra över 10 000 kronor varje månad till Gustavs och 5 000 till systerns American Express platinakort i fickpengar, mer om någon ska ut och resa till exempelvis London. Utredningsgruppen begär in kopior av månadsräkningarna för Gustavs American Express-kort och av dem framgår att Gustav gör av med betydligt mer pengar än sin väl tilltagna fickpeng.
Natten efter mordet på utrikesminister Anna Lindh stoppas några av ungdomarna i en vägspärr vid Lidingöbron. Ungdomarnas arroganta uppträdande gör att polisen visiterar bilen de sitter i, som visar sig tillhöra en av de bestulna familjerna. Bakluckan på bilen är fylld av konst, smycken och vin. Ungdomarna grips.
Specialgruppen tar nu in de misstänkta ungdomar som fortfarande är på fri fot för förhör; bland dem Gustav Gundell. Denne slingrar sig till att börja med. Men han är överbevisad; bland annat visar hans Amex-räkningar att han har rest till England med färja med den Range Rover som hans far anmält som stulen tillsammans med en samling värdefulla vinflaskor. Dessutom har han lämnat in vinerna till auktionsfirman Sotheby's i London för försäljning. Gustav försvarar sig med att detta inte kan räknas som stöld, eftersom fadern stulit ihop pengarna från de företag han arbetat hos och att Gustav en dag ska ärva dem. Detta innebär, utan att Gustav är medveten om saken, en indirekt brottsanklagelse mot fadern.
När sedan fadern ringer och försöker ta tillbaka sin stöldanmälan (då han har fått reda på att sonen är misstänkt) och vägrar att komma på förhör, beger sig Ewa och en av poliserna i specialgruppen till försäkringsbolagets kontor vid Sveavägen, där de griper Henric Gundell. Gundell gör våldsamt motstånd mot poliserna vid gripandet - något som en påpasslig förbipasserande fotograferar med sin mobiltelefon. Under det följande förhöret far han ut i tirader över hur inskränkta Ewa Johnsén och åklagaren är, som försöker använda samma regler för honom som de som gäller för gemene man. Han slår därpå själv in den första spiken i sin kista genom att kalla Johnsén och åklagaren för "fittor" och "hängfittor". Detta är sexuellt trakasseri och åklagaren ser till, när stämningen mot Gundell gör utredningsmaterialet offentligt, att massmedia får kännedom om bonusmyglet inom försäkringsbolaget.

## Övrigt
- I romanens inledning träffar Ewa Johnsén Pierre Tanguy, en elegant man något äldre än hon själv som talar god svenska, om än med fransk accent. Han visar sig vara mycket god vän med reportern på Sveriges Radio, Erik Ponti. Ewa och Pierre förälskar sig i varandra sakta men säkert och mot slutet av boken, efter att Ewa besökt Pierre i dennes hem på Korsika, bestämmer de sig för att flytta ihop. Det visar sig att Ewa väntar deras barn. Erik Ponti och Pierre Tanguy förekommer i Jan Guillous roman Ondskan, där de är vänner på internatskolan Stjärnsberg (den kallas Solbacka här, som förebilden). Efter det att Pierre Tanguy rymt från Stjärnsberg har han tagit värvning i Främlingslegionen och gjort officerskarriär där. Han är numera pensionerad. Pierre hjälper Ewa i en sidoutredning genom att skaffa fram en ekobrottslings hårddisk med en mängd värdefull information. Dessutom hjälper han och Erik Ponti - båda vinkännare med omfattande egna vinkällare - Ewa med att förklara tjuvarnas val av viner. Erik Ponti förekommer även i Jan Guillous roman Det stora avslöjandet, samt i romansviten om underrättelseofficeren Carl Hamilton.
- I romanen förekommer även kriminalkommissarie Anna Holt som är en väninna till Ewa Johnsén. De tränar tillsammans och träffas emellanåt för att dricka vin, äta skräpmat och fnissa. Anna Holt är huvudpersonen i den polisserie med samma namn, som Jan Guillou och Leif G.W. Persson skrev tillsammans.
- I romanen är en av huvudpersonerna åklagaren Kärran Vass, enligt Guillou en fiktiv person inspirerad av Guillous svägerska, chefsåklagaren Kerstin Skarp.
- Ewa Johnsén återkommer i boken Fienden inom oss, då med namnet Johnsén-Tanguy. Också Erik Ponti dyker åter upp i den boken och jakten på terrorister.
- Jan Guillou har hämtat inspiration till boken från Lidingöligan och Skandiaaffären.[1]